# Alte Thomasschule

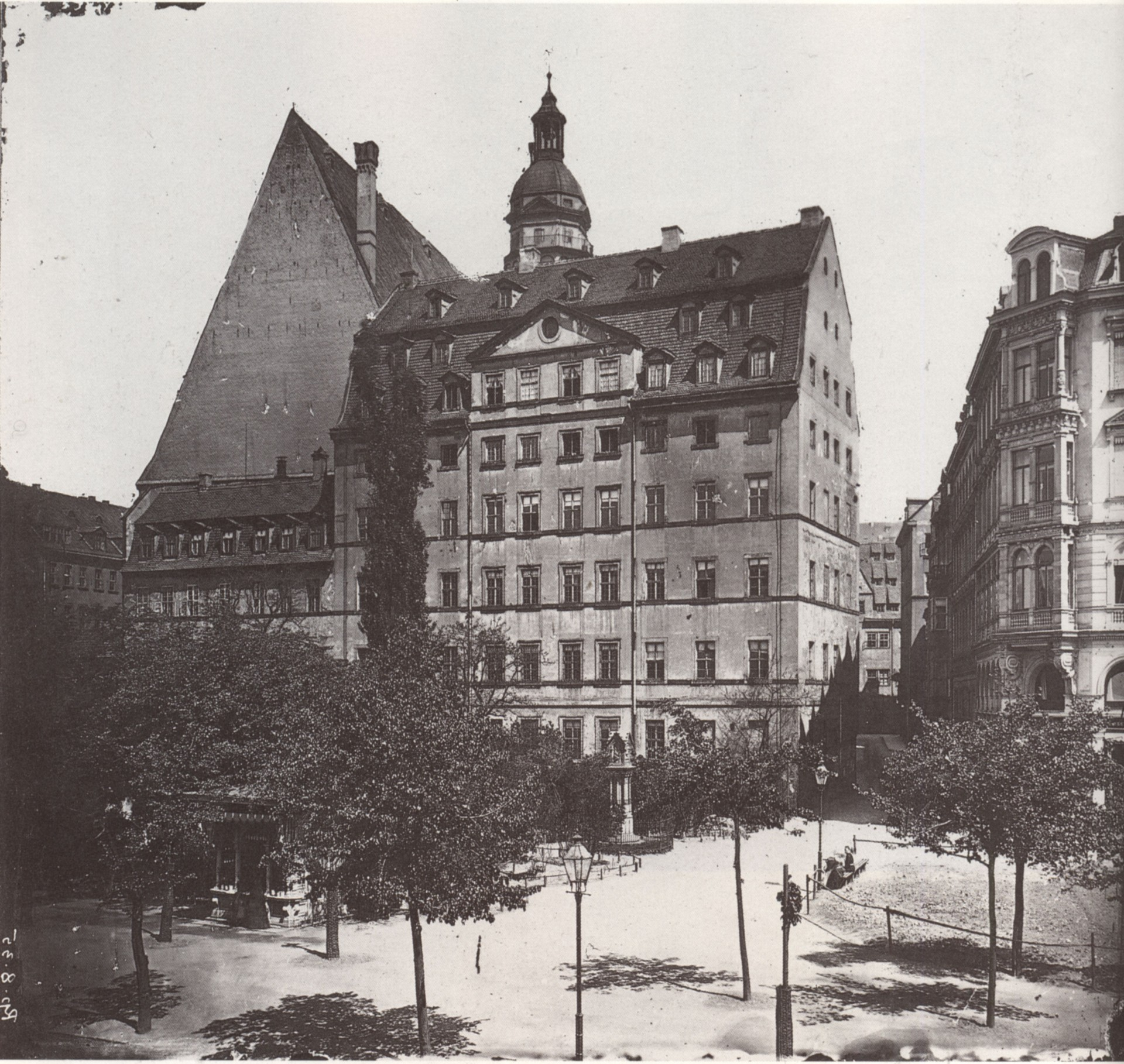
Die Thomasschule im späten 19. Jahrhundert, Ansicht von Westen, im Hintergrund die Thomaskirche

Unter der Alten Thomasschule versteht man das zweite Schulgebäude samt Alumnat der Thomasschule zu Leipzig am westlichen Thomaskirchhof aus dem 16. Jahrhundert. In der Schule befanden sich auch die Rektoren- und Kantorenwohnungen; u. a. wohnte Thomaskantor Johann Sebastian Bach hier. In den Leipziger Promenaden waren das Hiller-Denkmal und das alte Bachdenkmal gelegen, die zum Teil auf Ansichten der Schule abgebildet sind. Das Gebäude wurde 1902 abgerissen und durch das Thomashaus (Superintendentur) ersetzt. Die Thomasschule und das -alumnat zogen im ausgehenden 19. Jahrhundert in das Bachviertel.

## Renaissance-Bau
Der Renaissance-Neubau aus Stein stammte aus dem Jahre 1553 und stand an nahezu der gleichen Stelle wie der frühgotische erste Schulbau des Klosters St. Thomas. Er wurde in der Bürgermeisterzeit Hieronymus Lotters durch Ratsmaurer Kunz Bundtschuh mithilfe städtischer und bürgerlicher Zuwendungen – nach dem Einsturz eines Turmes über dem Thomastor – in ca. 28 Wochen realisiert.

## Krügners Kupferstich

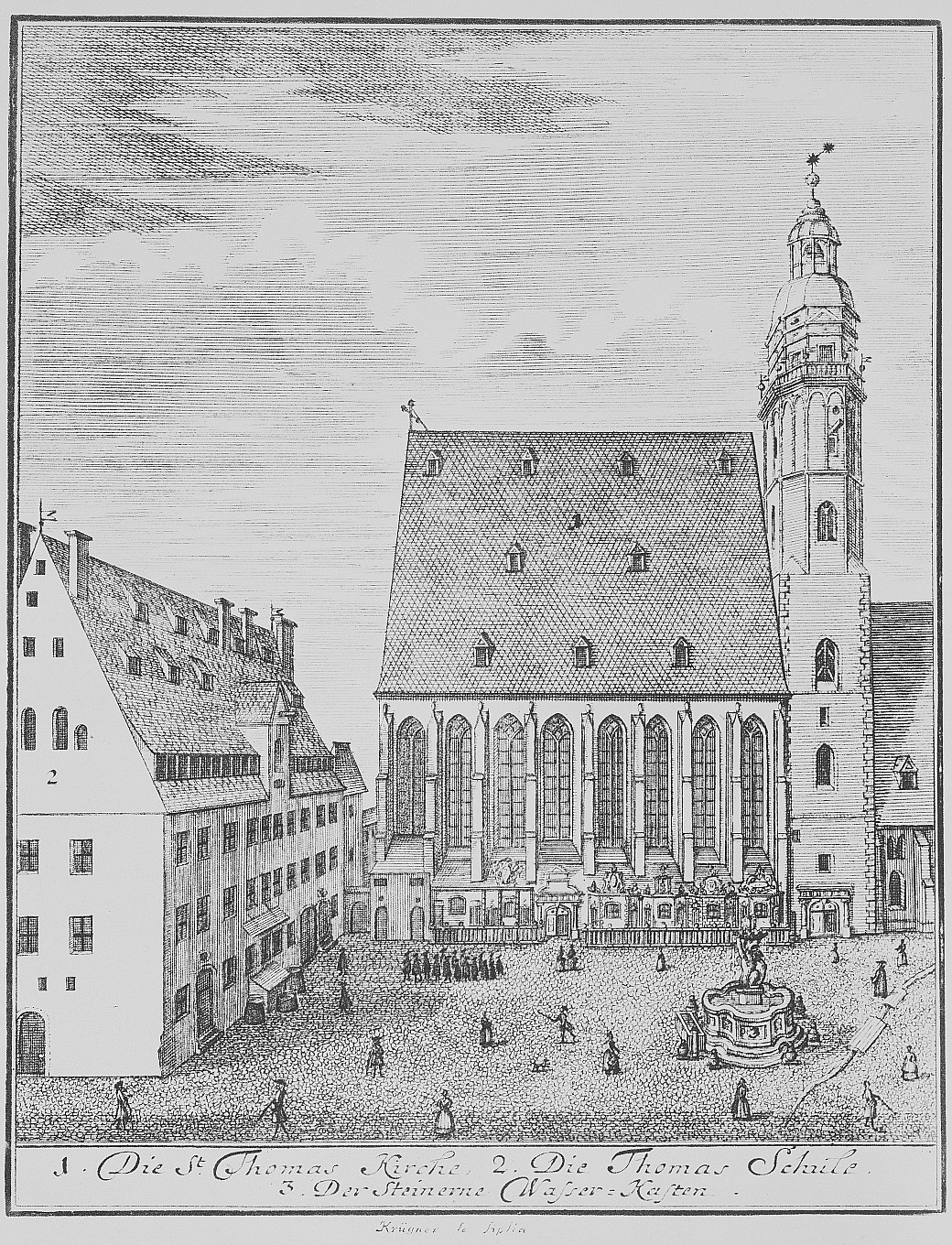
Thomaskirche und -schule 1723 (Kupferstich von Krügner)

Ein Kupferstich aus dem 18. Jahrhundert von Johann Gottfried Krügner der Älteren zeigt einen Putzbau mit drei Stockwerken. Insgesamt zehn Fensterachsen weisen zum Platz (Thomaskirchhof). Auf dem Nordflügel des Gebäudes gab es ein Portal zur Rektorenwohnung (Liste der Rektoren der Thomasschule zu Leipzig) und auf dem Südflügel eines zur Kantorenwohnung (Thomaskantor), die im Stich links und rechts abgebildet sind. Eine Tür mit zwei Flügeln führt zum Schulhaus in der Mitte des Gebäudes. Überdies gibt es im Erdgeschoss an der Giebelseite einen weiteren unbefensterten Eingang. Zwei Vordächer aus Holz überdecken eine Wasserstelle am Platz. Das Gebäude ist mit Dachziegeln gedeckt, lediglich unterbrochen durch ein kleines Dachhaus, das höchstwahrscheinlich einem Flaschenzug für Vorräte diente. Im Unterschied zu den oberen Dachgeschossen, die mit wenigen Dachgauben versehen sind, ist das untere zu einer Dachhechte zusammengefasst. Ebendort waren die Unterkünfte für die nicht externen Schüler.
Die Portal- und Fensterrahmungen in der Fassade waren wohl aus Rochlitzer Porphyrtuff. Zu erkennen sind Kreuzstockfenster, wobei die Verglasung mit Butzenscheiben angenommen wird. Als Vergleich gilt die erhaltene Alte Nikolaischule am Nikolaikirchhof.

## Grundriss um 1730
Ein Grundriss für die Zeit um 1730 (vor dem Umbau 1731/32) bildet detailliert die damaligen Räumlichkeiten ab:
Vom Hausflur der Kantorenwohnung ging zunächst links eine kleine Stube mit einem Ofen aus Eisen ab. Weiter hinten befand sich ein Waschhaus mit einer Tür zum Zwinger und ein eigenes sogenanntes Sekret (Trockentoilette). Im ersten und zweiten Obergeschoss waren die zum Teil beheizbaren Wohnräume der Familie des Kantors. Diese waren über eine Treppe erreichbar und beinhalteten eine Wohnstube und eine Schlafkammer sowie einen Vorplatz (Flur) und eine Küche. Außerdem gab es jeweils eine weitere Stube (mit angeschlossener Kammer) in den Obergeschossen. Das Schulhaus war über eine Tür im Flur direkt betretbar.
Im südwestlichen Teil des Gebäudes waren Stube und Kammer des Konrektors und im mittleren Teil die Bibliothek eines Magisters und eine weitere Stube zu finden. Die Rektorenwohnung war größer als die des Kantors, zu ihr gehörten u. a. Wohn- in den Obergeschossen und Wirtschaftsräume im Erdgeschoss, ein dreieckiger Hof und ein Keller. Die Thomaner hatten im westlichen und mittleren Teil – neben dem schon erwähnten Schlafbereich – die Auditorien (für Primaner, Sekundaner, Tertianer, Quartaner), die Schulbibliothek und den Karzer sowie als größter Raum ein erdgeschossiger Coenaculum (mit Katheder). Die Schülertoiletten befanden sich im Stadtgraben.

## Barocker Umbau 1731/32

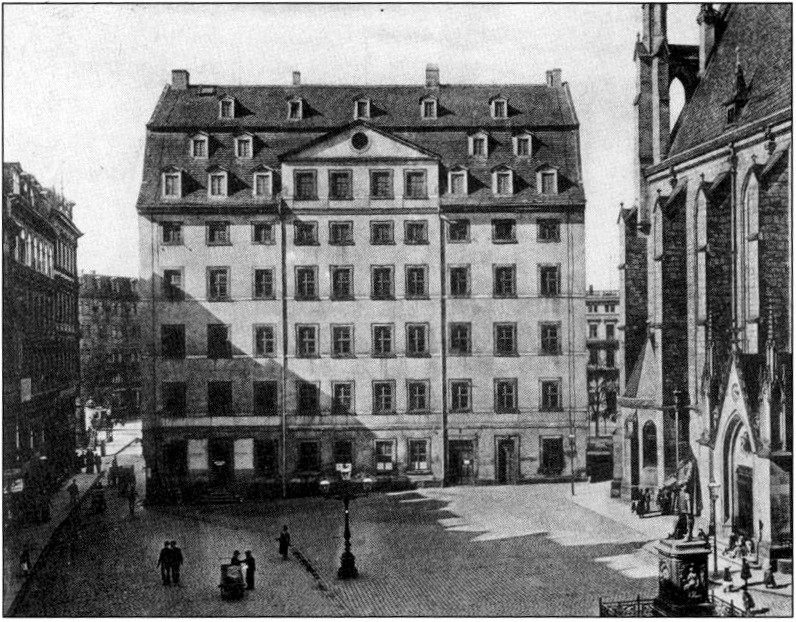
Die aufgestockte Thomasschule vom Thomaskirchhof (aus östlicher Richtung), um 1896

Das Rektorat von Johann Matthias Gesner (1730–1734) führte zu einer Sanierung und Erweiterung des Gebäudes. Der Dachstuhl wurde abgebrochen und das Gebäude um zwei Geschosse erhöht. Es wurde ein Mansarddach gedeckt und ein Nebengebäude mit drei Stockwerken errichtet. Thomaskantor Johann Sebastian Bach schuf zur Einweihung am 5. Juni 1732 die Kantate Froher Tag, verlangte Stunden (BWV Anh.18). Die Bauzeichnungen stammten von George Werner: Demnach lässt das Gebäude vier Geschosse und ein Mezzanin erkennen. Die Gebäude- und Fensterachsen sind durch hervorgehobene Risalite gekennzeichnet. Es gibt nunmehr dreireihige Dachgauben und Aufsätze von Schornsteinen. Farblich erschien die Fassade nun in hell-rötlichem Beige, zudem gab es Grau- und Weißtöne im Fenster- und Gesimsebereich. Nikolaus Pevsner attestierte dem Schulgebäude eine „nüchterne[] Zweckmäßigkeit“.
Innenarchitektonisch wurde im Hauptgebäude bis auf ein zusätzliches Zimmer für den Kantor und die Konzentration der Rektorenwohnung im Nordflügel wenig verändert. Die Thomaner hatten aber durch die erneuerten Schlafstellen in den Etagen (jeweils 32 an der Zahl) und die Arbeitsplätze sowie die Verlegung der Toiletten einen Mehrgewinn. Im Erweiterungsbau fanden die Schulküche, die Wohnung der Schulaufwärterin und die Patienten- und Badestuben ihren Platz. Da eine Dokumentation des damaligen Bestandes nicht stattgefunden hat, lässt sich das Inventar der Zeit nur noch schwer rekonstruieren.

## Kleiner Umbau 1829
Die Schlafsäle und der Treppenbereich wurde 1829 umgebaut.

## Abbruch 1902

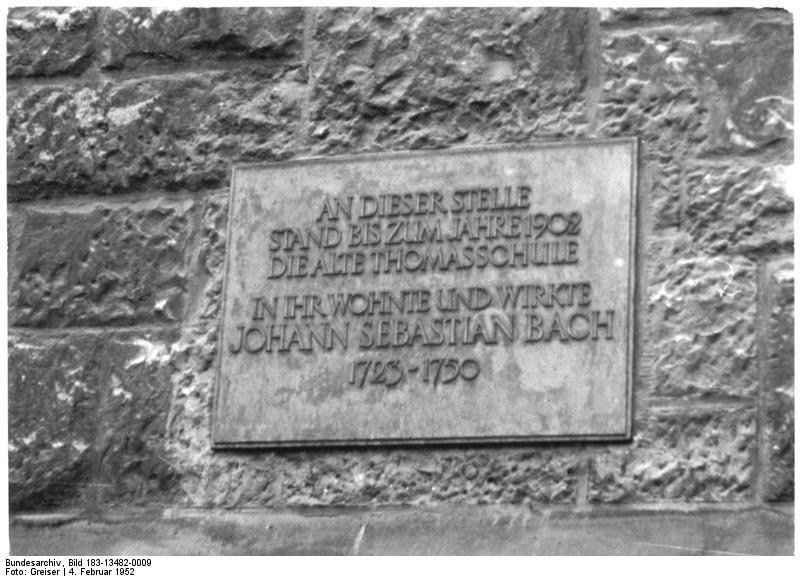
Gedenktafel für Alte Thomasschule am Thomashaus (1952)

Im Jahre 1902 wurde das alte Schulgebäude nach den räumlicheren Neubauten  in der Schreber- (Neue Thomasschule) und Hillerstraße (Thomasalumnat) im Bachviertel abgebrochen, was im Nachhinein aber auf Unverständnis stößt, denn es war geistes- und musikgeschichtlich bedeutsam – hier wohnte Thomaskantor Johann Sebastian Bach. Erklärungen dafür können wohl in der nachlassenden Optik, der Schlichte und der Baufälligkeit gesucht werden. Es würde nach dem Kunstwissenschaftler Wolfgang Hocquél heute unter Denkmalschutz stehen und wohl die Kriterien für die Aufnahme in das UNESCO-Weltkulturerbe erfüllen.
Im Stile des Historismus wurde 1904, etwas versetzt, stattdessen durch Georg Weidenbach und Richard Tschammer die Superintendentur (Thomashaus) erbaut.